# Mato Grosso
Mato Grosso (AFI ['matu 'gɾosu], numele însemnând „hățiș des”) este una dintre cele 27 de unități federative ale Braziliei. Capitala statului este orașul Cuiabá. Se învecinează cu unitățile federative Mato Grosso do Sul la sud, Goiás și Tocantins la est, Pará și Amazonas la nord și Rondônia și Bolivia la vest. În 2007 avea o populație de 2.854.456 de locuitori și suprafață de 903.357,91 km², fiind împărțit în 5 mezoregiuni, 22 de microregiuni și 141 de municipii.

## Istorie
Prin Tratatul de la Tordesillas (7 iunie 1494), zona aparținea Spaniei. Iezuiții, serviciu al spaniolilor, au creat primele nuclee, de unde au foști expulzați bandeirantes paulistas în 1680 deși prezența spaniolă persista în Itatín. În 1718, descoperirea aurului a accelerat ocupația. În 1748, pentru a garanta noua frontieră, Portugalia a creat căpitănia de Mato Grosso și acolo a construit sistem un eficient de apărare.
Prin tratatele de Madrid (1750) și San Ildefonso (1777), Spania și Portugalia au stabilit noile frontiere. Producția aurului a început să aibă loc la începutul secolului al XIX-lea. În 1901, a avut loc o mișcare separatistă care a fostă controlată temporar.
În 1917, situația s-a agravatat, provocând intervenția federală. Cu sosirea colectorilor  de cauciuc, crescătorii de animale și exploratorii de mineree, în prima jumătate a secolului al XIX-lea, statul și-a reluat dezvoltarea.

## Economie

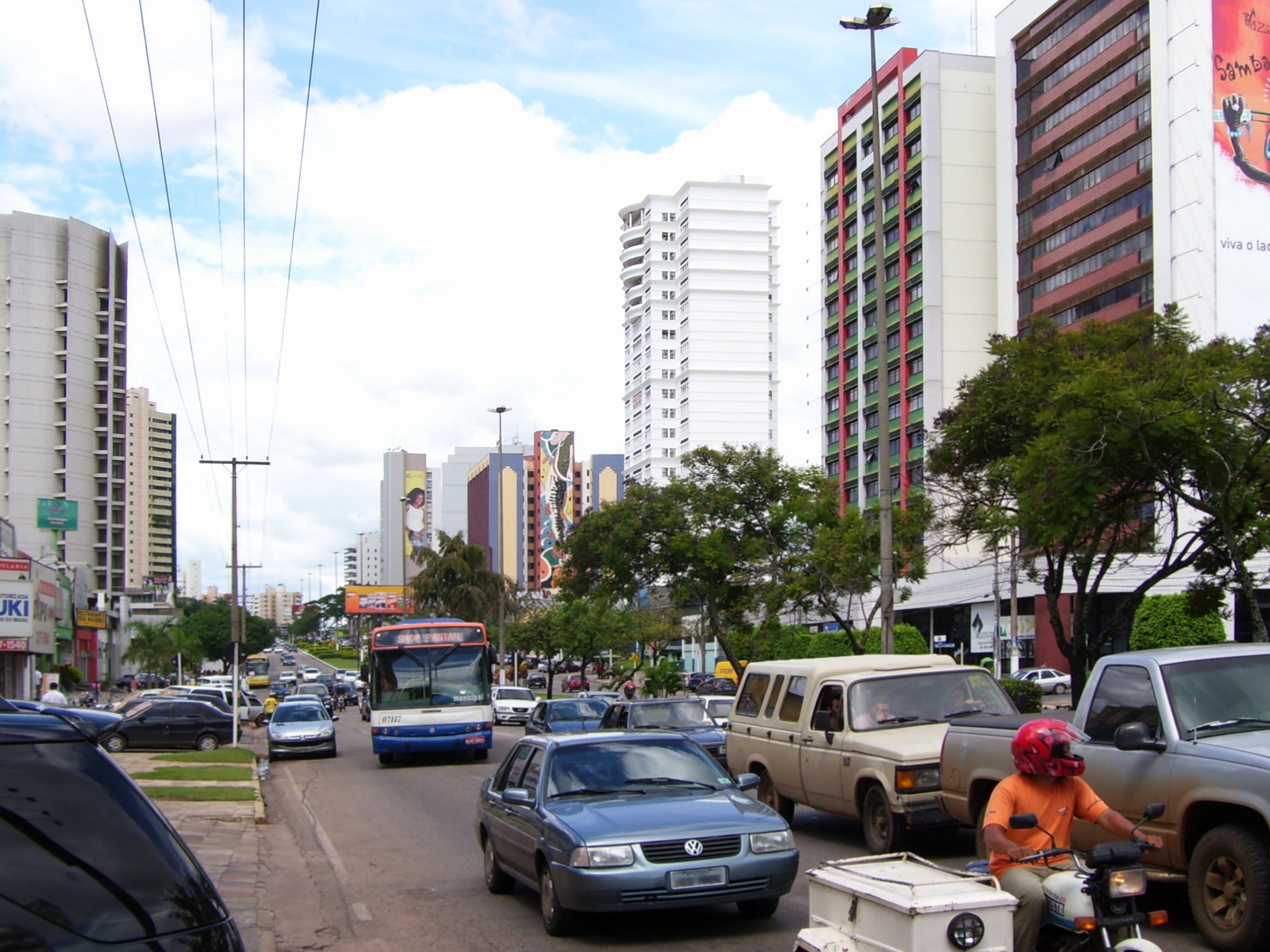
Cuiabá, capitala de Mato Grosso.

Economialui se bazează în Industria extractivă (lemn, cauciuc); în cea agricultură (trestie de zahăr, soia, orez, porumb); în cresterea bovinelor și avicultura; în mineritul (calcar și aur); și în industria metalurgică și alimentară.